# Малый Борок (Новгородская область)
Малый Борок — деревня в Окуловском муниципальном районе Новгородской области, относится к Берёзовикскому сельскому поселению.

## История
В 2001 г. постановлением Правительства РФ деревня Борок переименована в Малый Борок.

## Население
| 2010 | 2012 |
| ---- | ---- |
| 2    | ↗11  |